# Лорънс Блок
Лорънс Блок (на английски: Lawrence Block) е американски писател на произведения в жанра криминален роман, трилър и еротичва литература. Пише под псевдонимите Бен Кристофър (Ben Christopher), Ан Кембъл Кларк (Anne Campbell Clark), Лиз Кроули (Liz Crowley), Джил Емерсън (Jill Emerson), Лесли Евънс (Lesley Evans), Чип Харисън (Chip Harrison), съвместния псевдоним Дон Холидей (Don Holliday), Пол Кавана (Paul Kavanagh), съвместния псевдоним Шелдън Лорд (Sheldon Lord), Ли Дънкан (Lee Duncan), съвместния псевдоним Андрю Шоу (Andrew Shaw) и Джон Уорън Уелс (John Warren Wells).

## Биография и творчество
Лорънс Блок е роден на 24 юни 1938 г. в Бъфало, Ню Йорк, САЩ, в семейството на евреите Артур и Леоноре Блок. Отраства в родния си град. Учи в колежа „Антиох“ в Йелоу Спрингс, Охайо, но напуска преди дипломирането си.
Започва да пише през 1957 г., най-вече за индустрията на еротичните разкази и романи, като негови ментори са писателите Доналд Уестлейк и Робърт Силвърбърг. Първият му разказ „You Can't Lose“ (Не можеш да загубиш) е публикуван през 1957 г. Едновременно се учи да пише напълно разработени романи с правдоподобни сюжети, герои и конфликти, които да бъдат приемани без особени редакции от издателите. Първият му роман „Strange are the Ways of Love“ (Странни са пътищата на любовта) е издаден през 1959 г. под псевдонима Лесли Евънс. Създава около 15 – 20 еритични романа годишно, за да се издържа финансово.
Първият му роман, издаден през 1961 г. под негово име, е „Grifter's Game“ (Играта на Грифър). С него започава да пише криминални романи.
Става известен с няколко дългогодишни поредици, чието действие се развива на фона на Ню Йорк – за възстановяващия се алкохолик, частният детектив Матю Скъдър, и крадеца джентълмен Бърни Роденбар, страдащия от безсъние Еван Танър и интроспективния убиец Келер.
Той е четирикратен носител на наградите „Едгар Алан По“ и „Шамус“, както и носител на награди във Франция, Германия и Япония. През 1994 г. удостоен с титлата „Велик майстор“ от Асоциацията на писателите на трилъри на Америка за цялостното си творчество. Също за цялостно творчество и професионални постижения получава наградата „Шамус“ на Асоциацията на писателите на трилъри на Америка и наградата „Диамантен кинжал“ на Британската асоциация на писателите на криминални романи.
Много от произведенията му са екранизирани в киното и телевизията.
Прекарва голяма част от времето си в пътуване със съпругата си Лин Блок.
Лорънс Блок живее със семейството си в Ню Йорк.

## Произведения

### Самостоятелни романи
- Grifter's Game (1961)
- The Girl with the Long Green Heart (1965)
- Deadly Honeymoon (1967)
- After the First Death (1969)
- The Specialists (1969)
- Ronald Rabbit Is a Dirty Old Man (1971)
- Nothing Short of Highway Robbery (1977)
- Ariel (1980)
- Code of Arms (1981)
- Into the Night (1987) – с Cornell Woolrich
- Random Walk (1988)
- Small Town (2003)
Малък град, изд.: ИК „Прозорец“, София (2004), прев. Невена Кръстева
- Catch & Release (2011)
- A Chance to Get Even (2011)
- Dolly's Trash & Treasures (2011)
- Scenarios (2011)
- Welcome to the Real World (2011)
- Who Knows Where It Goes (2011)
- Almost Perfect (2011)
- The Burglar Who Smelled Smoke (2011) – с Лин Ууд Блок
- Headaches and Bad Dreams (2011)
- In For a Penny (2011)
- Sweet Little Hands (2011)
- Terrible Tommy Terhune (2011)
- Three in the Side Pocket (2011)
- A Vision in White (2011)
- You Don't Even Feel It (2011)
- A Bad Night for Burglars (2011)
- Like a Bone in the Throat (2011)
- Collecting Ackermans (2013)
- The Boy Who Disappeared Clouds (2013)
- Cleveland in My Dreams (2013)
- The Dettweiler Solution (2013)
- Funny You Should Ask (2013)
- One Thousand Dollars a Word (2013)
- Strangers on a Handball Court (2013)
- I Know How to Pick 'Em (2014)
- The Girl With the Deep Blue Eyes (2015)
- Resume Speed (2016)

### Серия „Класическа библиотека на престъпността“ (Classic Crime Library)
1. After the First Death (1969)
2. Deadly Honeymoon (1967)
3. Grifter's Game (1961)
4. The Girl with the Long Green Heart (1965)
5. The Specialists (1960)
6. The Triumph of Evil (1972) – като Пол Кавана
7. Such Men Are Dangerous (1969) – като Пол Кавана
8. Not Comin' Home to You (1974) – като Пол Кавана
9. Lucky at Cards (1964)
10. Killing Castro (1961)
11. A Diet of Treacle (1961)
12. The Case of the Pornographic Photos (1961) – издаден и като „Markham / You Could Call it Murder“
13. Death Pulls a Doublecross (1961) – издаден и като „Coward's Kiss“
14. Cinderella Sims (2002)
15. Passport to Peril (1967) – като Ан Кембъл Кларк
16. Ariel (1979)
17. Strange Embrace (1962) – като Бен Кристофър

### Серия „Евън Танер“ (Evan Tanner)
1. The Thief Who Couldn't Sleep (1966)
2. The Cancelled Czech (1966)
3. Tanner's Twelve Swingers (1967)
4. Two for Tanner (1967) – издаден и като „The Scoreless Thai“
5. Tanner's Tiger (1968)
6. Here Comes a Hero (1968) – издаден и като „Tanner's Virgin“
7. Me Tanner, You Jane (1970)
8. Tanner on Ice (1998)

### Серия „Случаите на Чип Харисън“ (Affairs of Chip Harrison) – като Чип Харисън
1. No Score (1970)
2. Chip Harrison Scores Again (1971)
3. Make Out with Murder (1974) – издаден и като „Five Little Rich Girls“
4. The Topless Tulip Caper (1975)
5. Death of the Mallory Queen (2016)
6. As Dark as Christmas Gets (2011)

### Серия „Матю Скъдър“ (Matthew Scudder)
1. The Sins of the Fathers (1976)
2. Time to Murder and Create (1979)
3. In the Midst of Death (1976)
4. A Stab in the Dark (1981)
5. Eight Million Ways to Die (1982) – награда „Шамус“
Осем милиона начина да умреш, изд.: ИК „Колибри“, София (1998), прев. Деян Кючуков
6. When the Sacred Ginmill Closes (1986) – награда „Малтийски сокол“
7. Out on the Cutting Edge (1989)
8. A Ticket to the Boneyard (1990) – награда „Малтийски сокол“
Билет за гробищата, изд. „Факељ“ (1993), прев. Марина Алексиева
9. A Dance at the Slaughterhouse (1991) – награда „Едгар“
Танц в кланицата, изд. „Факељ“ (1993), прев. Марина Алексиева
10. A Walk Among the Tombstones (1992)
Билет за отвъдното, изд. „Локус Пълбишинг“ (2014), прев. Евелина Пенева
11. The Devil Knows You're Dead (1993) – награда „Шамус“
12. A Long Line of Dead Men (1994)
Колко много мъртъвци, изд.: ИК „Колибри“, София (1997), прев. Константин Пчелински
13. Even the Wicked (1996)
14. Everybody Dies (1998)
15. Hope to Die (2001)
Надежда за смърт, изд.: ИК „Прозорец“, София (2005), прев. Павел Талев
16. All the Flowers Are Dying (2005)
Всички цветя умират, изд.: ИК „Прозорец“, София (2006), прев. Йорданка Пенкова
17. A Drop of the Hard Stuff (2011)
18. The Night and The Music (2013)

### Серия „Бърни Роденбар“ (Bernie Rhodenbarr)
1. Burglars Can't Be Choosers (1977)
Крадец, изд.: ИК „Бард“, София (1996), прев. Димитър Добрев
Крадците не избират, изд.: ИК „Прозорец“, София (2007), прев. Вергил Немчев
2. The Burglar in the Closet (1978)
Крадецът в дрешника, изд. „Аргус“ (1999), прев. Елмира Димова
3. The Burglar Who Liked to Quote Kipling (1979) – награда „Неро Улф“
4. The Burglar Who Studied Spinoza (1980)
5. The Burglar Who Painted like Mondrian (1983)
6. The Burglar Who Traded Ted Williams (1994) – награда „Марлоу“
7. The Burglar Who Thought He Was Bogart (1995)
8. The Burglar in the Library (1997)
9. The Burglar in the Rye (1999)
10. The Burglar on the Prowl (2004)
11. The Burglar Who Counted The Spoons (2013)
12. The Burglar in Short Order (2020)

### Серия „Историите на Матю Скъдър“ (Matthew Scudder Stories)
1. Out the Window (2012)
2. A Candle for the Bag Lady (2012)
3. By the Dawn's Early Light (1994)
4. Batman's Helpers (1999)
5. The Merciful Angel of Death (2012)
6. The Night and The Music (2013)
7. Looking for David (2012)
8. Let's Get Lost (2012)
9. A Moment of Wrong Thinking (2012)
10. One Last Night at Grogan's (2012)
11. A Time to Scatter Stones (2019)

### Серия „Келер“ (Keller)
1. Hit Man (1998)
Наемен убиец, изд.: ИК „Колибри“, София (1998), прев. Людмила Левкова
Убиец на повикване, изд.: ИК „Прозорец“, София (2009), прев. Вергил Немчев
2. Hit List (2000)
Убийства по списък, изд.: ИК „Прозорец“, София (2010), прев. Илиана Петрова
3. Hit Parade (2006)
4. Hit and Run (2008)
5. Hit Me (2013)
6. Keller's Fedora (2016)

новели към серията
- Keller in Dallas (2009)
- Keller's Adjustment (2012)
- Keller on the Spot (2013) – награда „Едгар“
- Keller's Horoscope (2013)
- Keller's Therapy (2013) – награда „Едгар“
- Keller in Des Moines (2016)
- Keller the Dogkiller (2016)
- Keller's Designated Hitter (2016)
- Keller's Homecoming (2016)
- Quotidian Keller (2017)

### Серия „Еренграф за защитата“ (Ehrengraf for the Defense)
1. The Ehrengraf Defense (2012)
2. The Ehrengraf Presumption (2012)
3. The Ehrengraf Experience (2012)
4. The Ehrengraf Appointment (2012)
5. The Ehrengraf Riposte (2012)
6. The Ehrengraf Obligation (2012)
7. The Ehrengraf Alternative (2012)
8. The Ehrengraf Nostrum (2012)
9. The Ehrengraf Affirmation (2012)
10. The Ehrengraf Reverse (2012)
11. The Ehrengraf Fandango (2016)

- Defender of the Innocent (2014) – разкази

### Серия „Историите на Кит Толивър“ (Kit Tolliver Stories)
1. If You Can't Stand the Heat (2013)
2. Rude Awakening (2013)
3. You Can Call Me Lucky (2013)
4. Clean Slate (2013)
5. Waitress Wanted (2013)
6. Jilling (2013)
7. Conjugal Rites (2013)
8. One Kind Favor I Ask of You (2013)
9. Don't Get in the Car (2013)
10. Fun with Brady and Angelica (2013)
11. Zeroing In (2013)
12. Unfinished Business (2013)

### Като Джил Емерсън

#### Самостоятелни романи
- Sensuous (1972)
- Getting Off (2011)

#### Серия „Джил Емерсън“ (Jill Emerson)
1. Warm and Willing (1964)
2. Enough of Sorrow (1965)
3. Threesome (1970)
4. The Trouble with Eden (1973)
5. A Week As Andrea Benstock (1975)
6. Thirty (2010)
7. A Madwoman's Diary (2010)
8. Shadows (2016)

### Като Дон Холидей

#### Самостоятелни романи
- Passion Shack (1960)
- Sin Hotel (1960)
- Stud (1960)
- The Wild Night (1960)
- Bachelor Apartment (1961)
- Circle of Sinners (1962)
- Harlem Harlot (1962)
- The Lust Circuit (1962)
- Lust Cursed (1962)
- Lust House (1962)
- Lust Master (1962)
- The Lust Pigs (1962)
- Lust Ring (1962)
- The Sin Travellers (1962)
- Tramp Street (1962)
- The Girl Takers (1963)
- Shame Street (1963)
- Sin Census (1963)
- Stud Prowl (1963)
- Scars of Lust (1964)
- Sin Cargo (1964)
- Any Bed for Myra (1965)
- Mob Doll (1965)
- The Gay Trap (1966)
- Brothers in Love (1967)
- Stranger At the Door (1967)
- Three On a Broomstick (1967)
- Home of Gay (1968)
- The Girls Upstairs (1973)

#### Серия „Мъжът от C.A.M.P“ (Man from C.A.M.P)
1. The Man from C.A.M.P (1966)
2. Color Him Gay (1966)
3. The Watercress File (1966)
4. The Son Goes Down (1966)
5. Gothic Gaye (1966)
6. Rally Round the Fag (1967)
7. The Gay Dogs (1967)
8. Holiday Gay (1967)
9. Blow the Man Down (1968)

### Като Шелдън Лорд

#### Самостоятелни романи
- Carla (1958)
- Born to be Bad (1959)
- A Strange Kind of Love (1959)
- 69 Barrow Street (1959)
- 21 Gay Street (1960)
- Kept (1960)
- Of Shame and Joy (1960)
- A Woman Must Love (1960)
- Candy (1960)
- A Girl Called Honey (1960) – с Алън Маршал
- So Willing (1960) – с Алън Маршал
- April North (1961)
- The Sisterhood (1963) – издаден и като „Women in Love“
- Community of Women (1963)

### Като Андрю Шоу

#### Самостоятелни романи
- Campus Tramp (1959)
- The Adulterers (1960)
- College for Sinners (1960)
- High School Sex Club (1960)
- The Twisted Ones (1961)
- Gigolo Johnny Wells (1961)
- Four Lives at the Crossroads (1962)
- Sin Hellcat (1962)

### Като Лесли Евънс
- Strange are the Ways of Love (1959) – преиздаден през 2016 г. като „Shadows“ (като Джил Емерсън)

### Като Ли Дънкан
- Fidel Castro Assassinated (1961)

### Пиеси
- How Far (2011)

### Разкази
- You Can't Lose (1957)
- Make a Prison (1958)
- Hot Eyes, Cold Eyes (1978)
- By Dawn's Early Light (1985) – награда „Едгар“
- How Would You Like It? (1993)
- The Tulsa Experience (1993)
- The Burglar Who Dropped in on Elvis (1994)
- Headaches and Bad Dreams (1997)

### Сборници
- Sometimes They Bite (1983)
Стръв : Сборник разкази, изд. „Издателска компания Рата“ (2005), прев. Елизабет Радкова, Милко Стоименов
- Like a Lamb to the Slaughter (1984)
- Some Days You Get the Bear (1993)
- Death Wish and Other Stories (1994)
- One Night Stands (1999)
- The Collected Mystery Stories (1999)
- Enough Rope (2002)
- One Night Stands and Lost Weekends (2008)
- Hellcats and Honeygirls (2009) – с Доналд Уестлейк
- Gym Rat & The Murder Club (2016) – с Мат Плас
- Resume Speed and Other Stories (2018)

### Документалистика
серия книги в помощ на писатели, в които споделя своя опит
- Writing the Novel From Plot to Print (1979)
- Telling Lies for Fun & Profit (1981)
- Write For Your Life (1986)
- Spider, Spin Me a Web (1987)
- The Liar's Bible (2011)
- The Liar's Companion (2011)
- Afterthoughts (2011)
- Writing the Novel From Plot to Print to Pixel (2016)

### Като съставител
- In Sunlight or In Shadow (2016) – разкази на Меган Абът, Джил Д. Блок, Робърт Олън Бътлър, Лий Чайлд, Николас Кристофър, Майкъл Конъли, Джефри Дивър, Крейг Фъргюсън, Стивън Кинг, Джо Лансдейл, Гейл Левин, Уорън Мур, Джойс Карол Оутс, Крис Нелскот, Джъстин Скот, Джонтан Сантлофър
Нощни птици : разкази, вдъхновени от картините на Едуард Хопър, изд.: ИК „Бард“, София (2017), прев. Владимир Германов

## Екранизации
- 1967 The Antioch Adventure – по романа „Campus Tramp“
- 1974 Nightmare Honeymoon – по романа „Deadly Honeymoon“
- 1985 Tales of the Unexpected – ТВ сериал, 1 епизод
- 1986 Осем милиона начина да умреш, 8 Million Ways to Die
- 1987 Alfred Hitchcock Presents – ТВ сериал, 1 епизод
- 1987 Burglar
- 2001 Blyustiteli poroka – ТВ минисериал, 1 епизод по разкази „Good for the Soul“
- 2003 Spine Chillers – ТВ сериал, 1 епизод
- 2005 Tilt – ТВ сериал, 2 епизода
- 2005 Cleveland in My Dreams
- 2006 La Sicilienne – история
- 2007 Контраразследване, Contre-enquête – история
- 2007 Моите боровинкови нощи, My Blueberry Nights – сценарий
- 2009 Gentlemen's Agreement – история
- 2010 Abnormal Abduction – история
- 2014 Билет за отвъдното, A Walk Among the Tombstones
- 2018 How Far – история
- 2018 Bride of Violence – история